# Эриксен, Хельга Гунериус
Хельга Гунериус Эриксен (норв. Helga Gunerius Eriksen; родилась 11 октября 1950 года, Ставангер) — норвежская детская писательница, прозаик.

## Биография
Хельга Гунериус Эриксен родилась 11 октября 1950 года в норвежском городе Ставангер. 
Её  литературный дебют состоялся в 1986 году с изданием детской книги PÅ stripejakt.  Среди ее другие детских произведений: Båten i treet 1988 года издания, Vi kjem frå havet, изданном в 1998 году, и Flugepapir — 2003 года издания. За эти произведения она была удостоена норвежской ежегодной литературной премии Браге,  присуждаемой Норвежским книжным призовым фондом  совместно с Ассоциацией норвежских издателей за лучшие опубликованные произведения норвежской литературы прошедшего года. 
Хельга Гунериус Эриксен является также автором романа Rut, изданного в 2002 году. К настоящему времени она написала 25 книг, включающих в себя фотокниги, романы, поэтические произведения для детей и юношества, драму и др. Часть своих книг она сама и иллюстрирует. 
В 1991 году Хельга Гунериус Эриксен была удостоена Премии Ассоциации норвежских критиков  Финны Инга.

#### Произведения для взрослых
- Dersom du, роман, 1994
- Kvadratiske konturar, 1998
- Rut, роман, 2002
- Påls reise, 2009

#### Произведения для детей и юношества
- På stripejakt (1986)
- Tashi og tanken som vart vekk (1987)
- Båten i treet (роман иллюстрирован автором, 1988)
- Inga jente er som du! (1989)
- Eg øver meg, eg øver meg (1990)
- Finn Inga! (1991)
- Stjerna over Bergen (1992)
- Vi skal gjere det! (1993)
- Ingen ser meg (1993)
- Eit kyss er nok (1994)
- Jungelord (1994)
- Snakke er sølv (1995)
- Donna Q (1995)
- Vi kjem frå havet (1998)
- Flugepapir (2003)
- Roma amoR (2004)
- Komme og gå (2005)
- Eg er på veg
- Peri og Peti vender om (2013)